# 美国高等军事院校

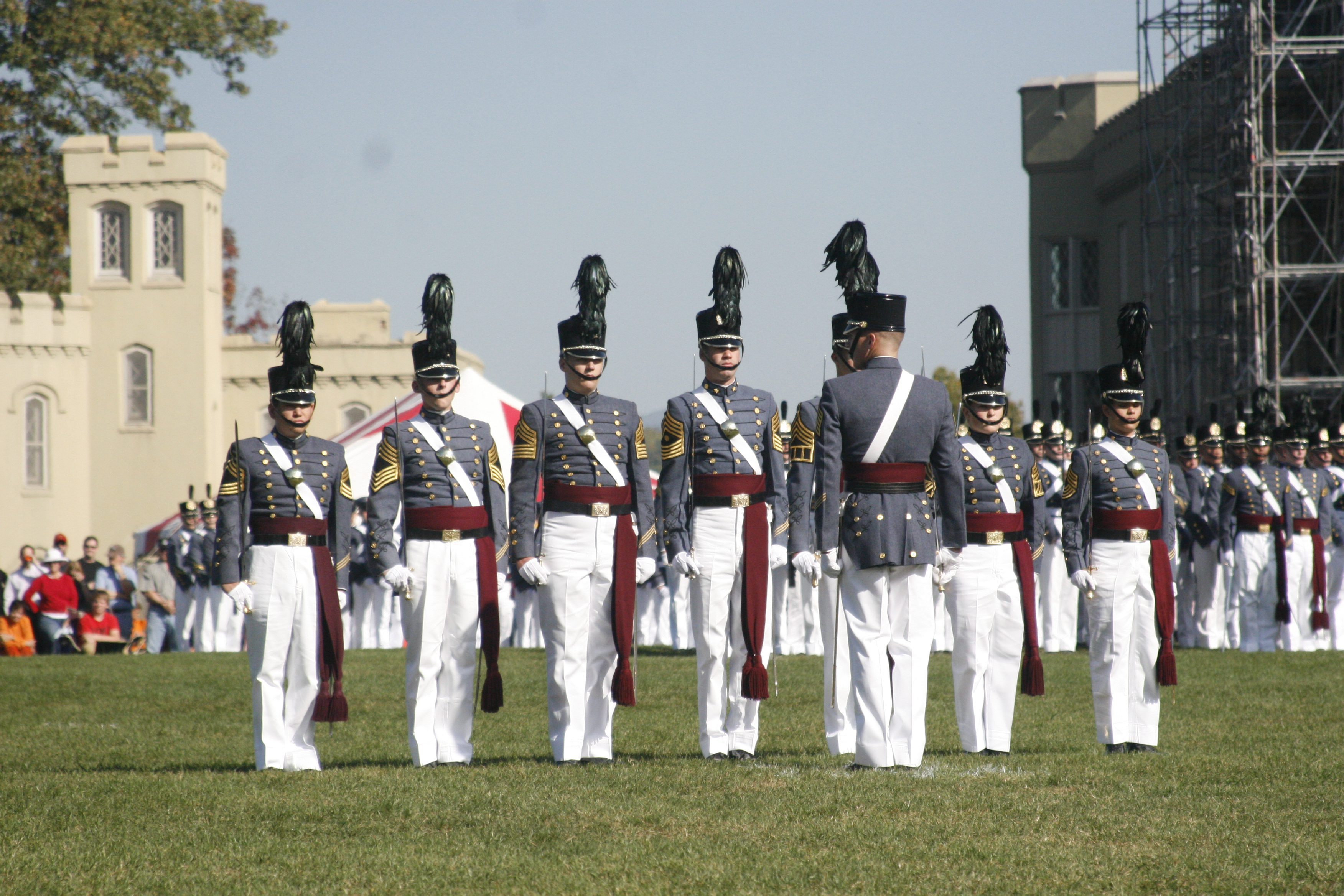
弗吉尼亚军事学院的军校生

美国高等军事院校（Senior Military College，简称SMC）指的是六所提供预备军官训练项目且特别被《美国法典》第10条2111(a)所承认的军事院校。这六所分别为要塞军校、北佐治亚大学、诺维奇大学、德克萨斯州农工大学、弗吉尼亚军事学院和弗吉尼亚理工学院暨州立大学。其中除弗吉尼亚军事学院仍要求学生以军校生的身份求学之外，其余五所已不再要求所有在校学生成为军校生，并针对非军校生的一般民众提供四年制大学课程。

## 相关准则
根据美国陆军条例，高等军事院校必须符合以下标准：
1. 可颁发学士学位；
2. 所有身体健康的男性学生必须参加军事训练课程。外国人、退伍人士和被军事教员豁免之人除外；
3. 在后备军官训练项目之外，学校必须成立一个着军服的军校生部队。不仅在上学时间，军校生部队的日常生活也处在军事氛围之中，军校生受军事纪律来约束；
4. 高等军事院校必须有一个通过军事训练来提升个人品质之目标，并根据军事纪律守则来施行军校生条例；
5. 高等军事院校须如联邦军事院校一样保持军事标准。

现行联邦法律禁止国防部强制高等军事院校中的女学生参与后备军官训练项目。另外，根据联邦法律和陆军条例145-1，高等军事院校的军官训练项目与一般大学后备军官训练项目的待遇有所不同，相关法案特别禁止国防部关闭或削减高等军事院校的军官训练项目，包括战时在内。高等军事院校的军校生需要参加为期四年的军官训练项目，可以在毕业时决定是否成为军官，而一般大学的军官训练项目则要求军校生必须在进入大三之前签约。参与军事科学IV（MS-IV）课程的军校生将会成为军官并直接被分配到适当的军官基础课程之中。高等军事院校的军校生毕业后可确保被分配至现役部队。
这六所学校的军校生除了可以成为美国陆军军官外，也可以通过美国海岸警卫队的军官项目（Direct Commission Selective School）成为海警军官。

## 图集

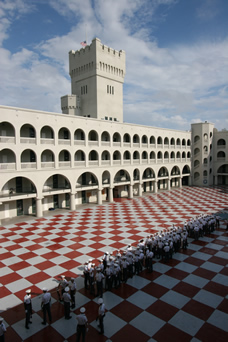
要塞军校营房
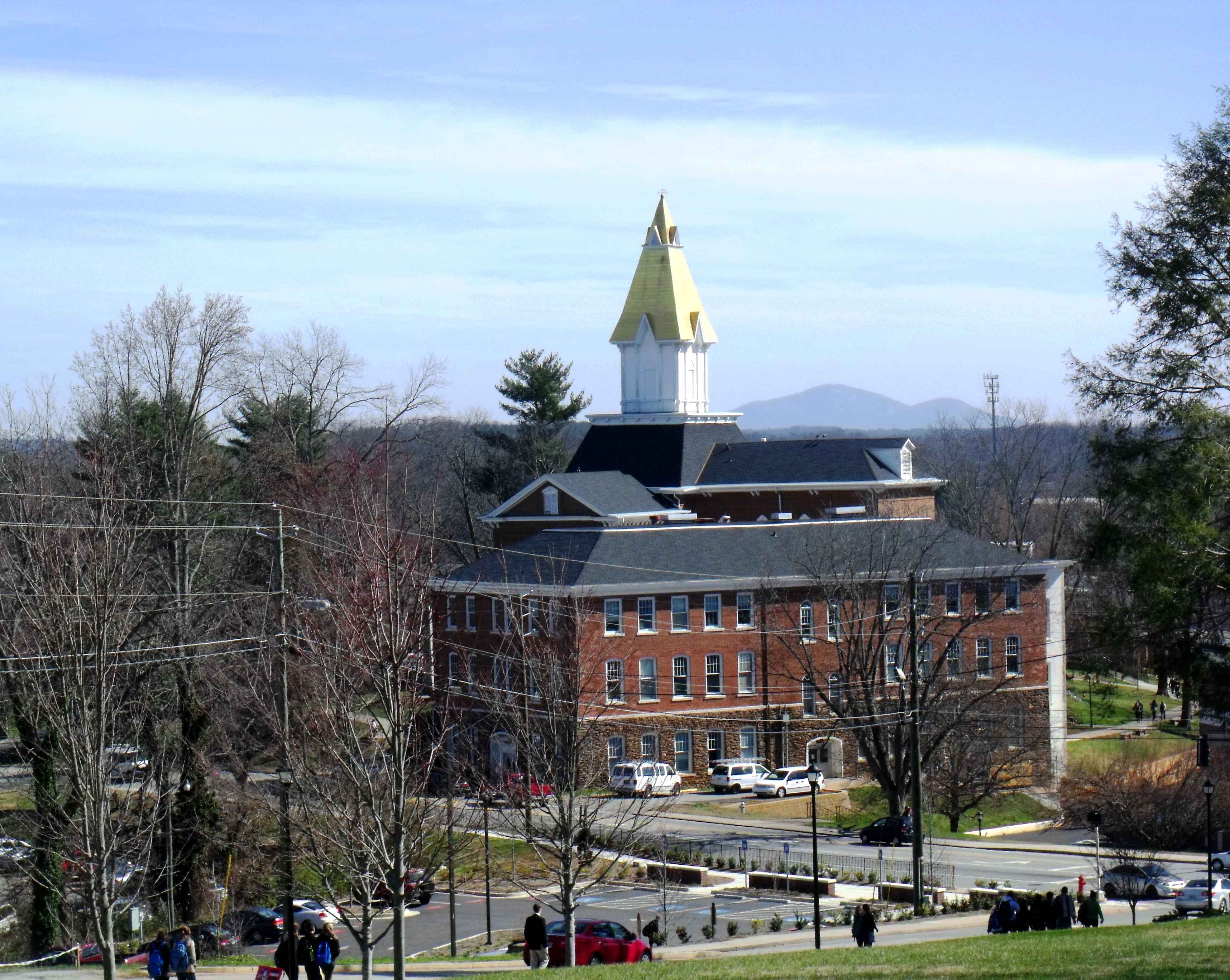
北佐治亚大学校园
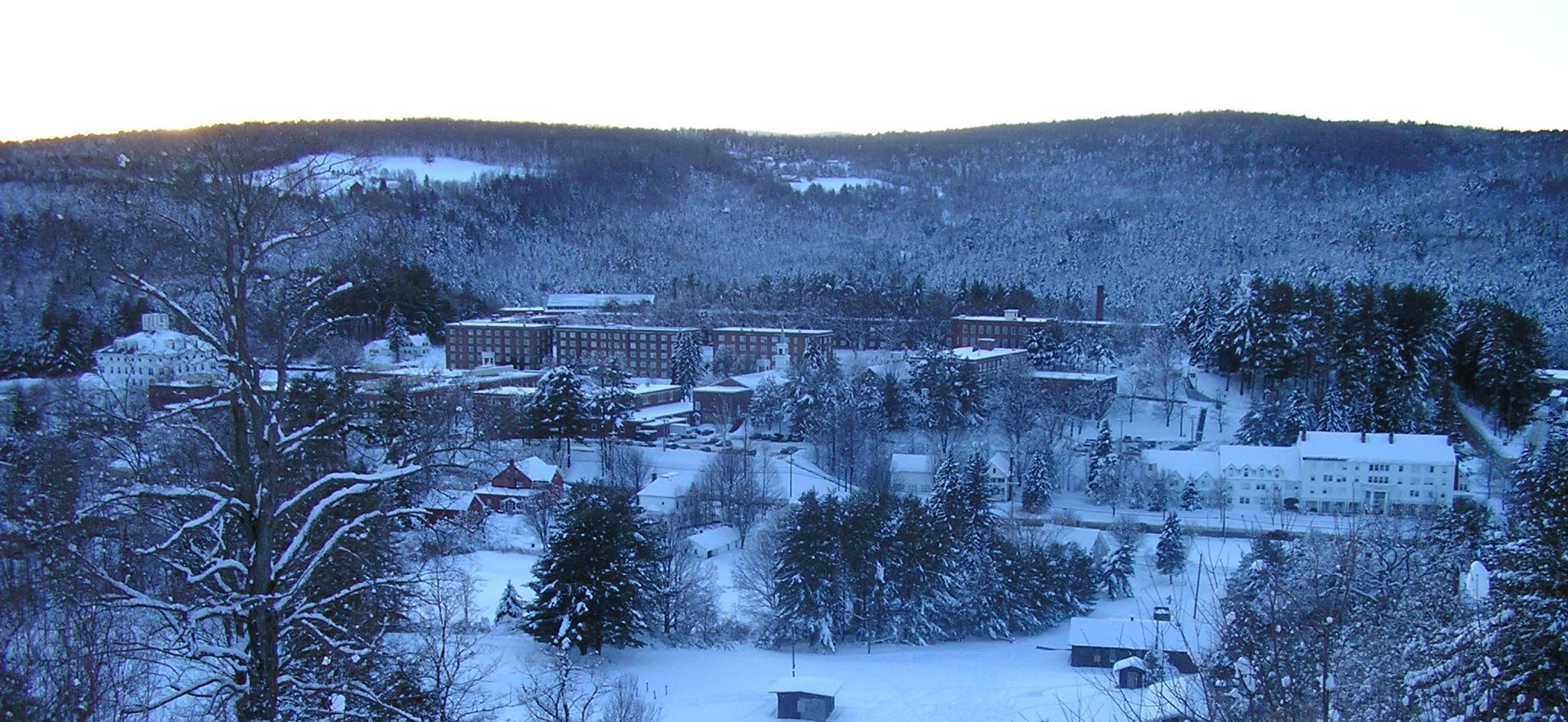
诺维奇大学校园雪景
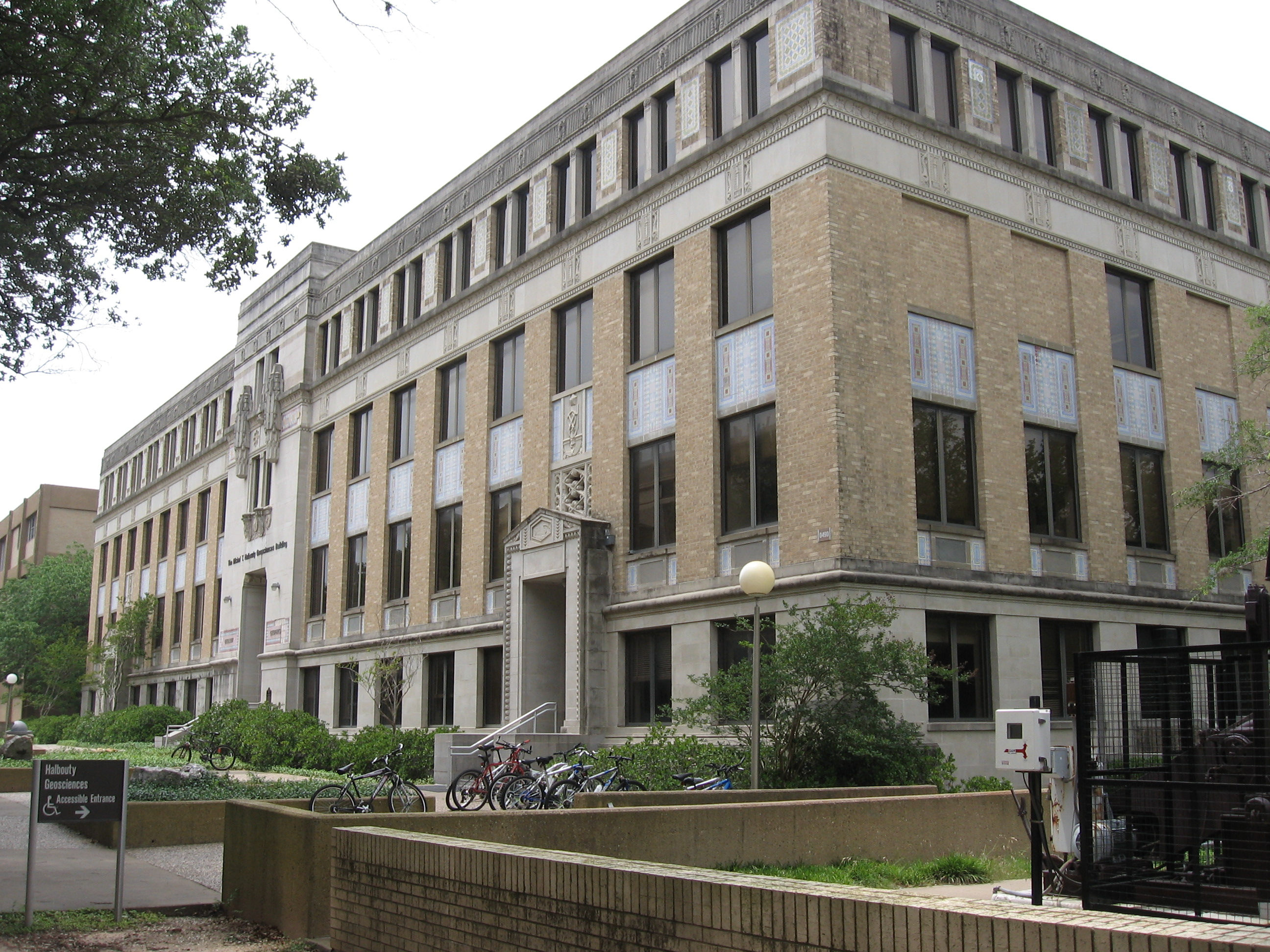
德克萨斯州农工大学一角
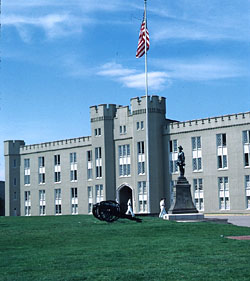
弗吉尼亚军校主楼，国家历史遗迹之一
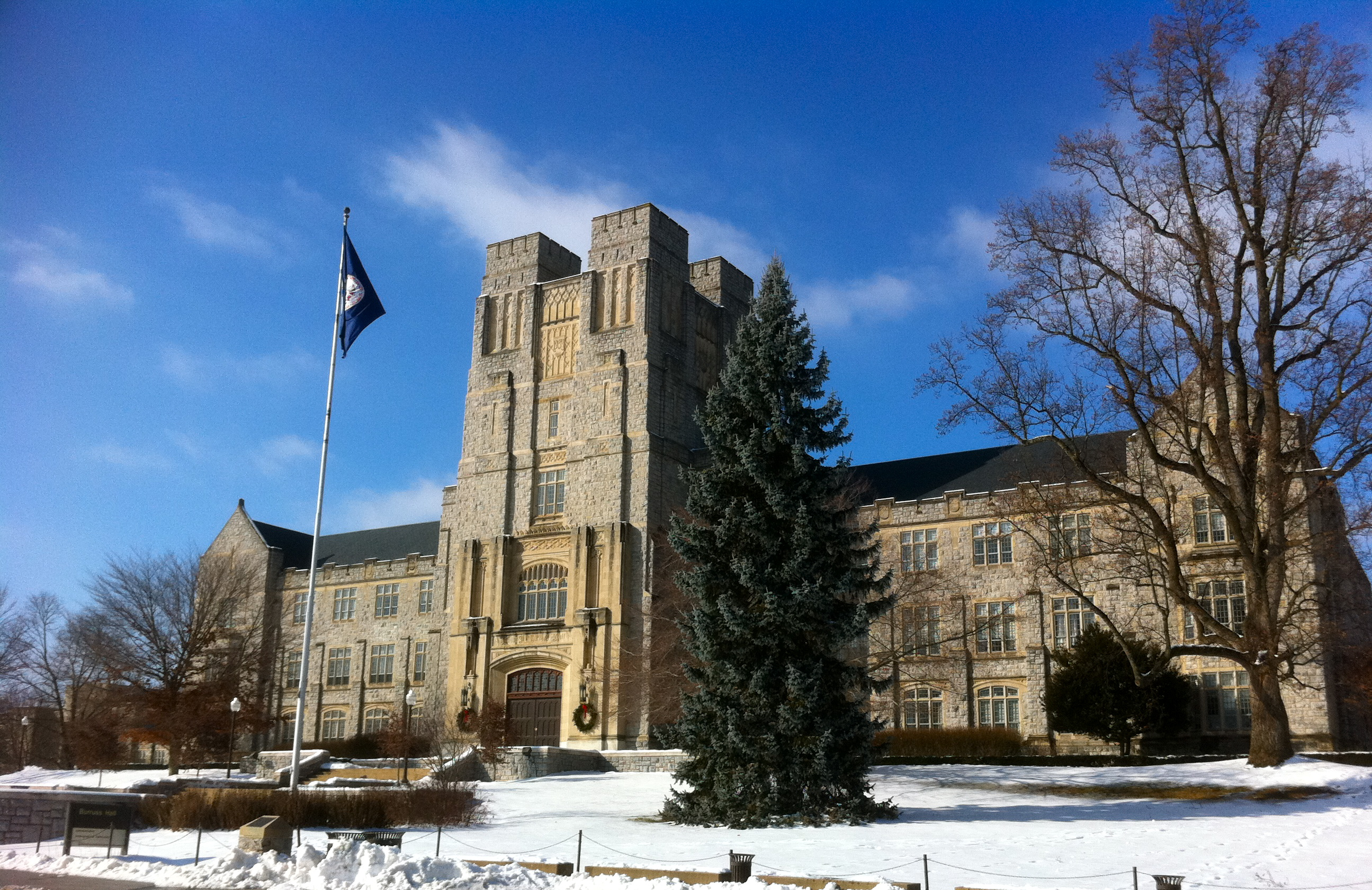
弗吉尼亚理工